# Beata Pozniak
Beata Poźniak Daniels (Danzica, 30 aprile 1960) è un'attrice, regista, produttrice cinematografica e pittrice polacca.

## Biografia
Nasce a Danzica, in Polonia, da una famiglia di medici. Trascorre l'infanzia in Inghilterra, ma si diploma presso una scuola superiore di Danzica. Successivamente studia presso la Scuola Nazionale di Cinema, Televisione e Teatro Leon Schiller di Łódź. Durante gli studi recita nella serie televisiva Życie Kamila Kuranta ("La vita di Kamil Kurant") e nel film Szczęśliwy brzeg ("La riva felice"). È apparsa anche successivamente nelle serie televisive polacche: Złotopolscy, Ojciec Mateusz (la versione polacca della fiction italiana Don Matteo) e Klasa na obcasach.
Scoperta dal regista Oliver Stone, Beata Poźniak ha girato con lui il suo primo film americano: JFK - Un caso ancora aperto, interpretando il ruolo di Marina Oswald, la moglie del presunto assassino del presidente Kennedy - Lee Harvey Oswald (in quel ruolo Gary Oldman); il film è stato candidato al Premio Oscar che ha aperto all'attrice la strada per Hollywood.
Beata Poźniak è anche conosciuta per le sue interpretazioni di personaggi complessi e controversi come per esempio il ruolo di una ragazza rivoluzionaria ne Le avventure del giovane Indiana Jones oppure la parte di una dottoressa che sposa un omosessuale nella serie TV Melrose Place. Viene ricordato anche il suo ruolo della doppia agente di CIA e Mossad in JAG - Avvocati in divisa.
Ha preso parte come ospite nella sitcom Innamorati pazzi. Per la sua interpretazione del ruolo di Presidente del Mondo, nel film Babylon 5 la casa cinematografica Warner Bros. l'ha candidata al premio Emmy Award.
Pozniak è anche la doppiatrice in lingua inglese di Skarlet in Mortal Kombat 11.

## Filmografia parziale

### Cinema
- Il tamburo di latta (Die Blechtrommel), regia di Volker Schlöndorff (1979)
- Życie Kamila Kuranta - serie televisiva (1981)
- L'uomo di ferro (Człowiek z żelaza), regia di Andrzej Wajda (1981)
- Szczęśliwy brzeg, regia di Andrzej Konic (1983)
- Cronaca di avvenimenti amorosi (Kronika wypadków milosnych), regia di Andrzej Wajda (1986)
- JFK - Un caso ancora aperto (JFK), regia di Oliver Stone (1991)
- 30 Door Key, regia di Jerzy Skolimowski (1991)
- Mnemosyne, regia di Beata Poźniak - cortometraggio (2002)

### Televisione
- Innamorati pazzi (Mad About You) - serie TV (1993)
- Le avventure del giovane Indiana Jones (The Young Indiana Jones Chronicles) - serie TV (1993)
- Melrose Place - serie TV (1993)
- JAG - Avvocati in divisa (JAG) - serie TV (1997)
- Dark Skies - Oscure presenze (Dark Skies) - serie TV (1997)
- Babylon 5 - serie TV (1997)
- Philly - serie TV (2002)
- The Drew Carey Show - serie TV (2002)
- Złotopolscy - serie TV (2007)
- Ojciec Mateusz - serie TV (2010)

## Libri Spoen
- 2014 Imperatrice della notte: Un romanzo di Caterina II di Russia, pubblicato da Random House
- 2012 Il Palazzo d'Inverno: Un romanzo di Caterina II di Russia, pubblicato da Random House